# Gustau Adolf de Nassau-Saarbrücken
Gustau Adolf de Nassau-Saarbrücken —Gustav Adolf von Nassau-Saarbrücken (alemany)— (Saarbrücken, 27 de març de 1632 - Estrasburg, 9 d'octubre de 1677) era un noble alemany que fou comte de Saarbrücken i General Major del Sacre Imperi Romanogermànic al Rin.

## Família
Era el segon fill del comte Guillem Lluís (1590-1640) i de la comtessa Anna Amàlia de Baden-Durlach (1595-1651). El 14 de juny de 1662 es va casar amb Elionor Clara de Hohenlohe-Neuenstein (1632-1709), filla del comte Carles VII de Hohenlohe-Neuenstein (1582-1641) i de Sofia de Zweibrücken-Birkenfeld (1593-1676). El matrimoni va tenir set fills:
- Lluís (1663-1713), casat amb Felipa Enriqueta de Hohenlohe-Langenburg (1679-1751).
- Carles Lluís (1665-1723)
- Sofia Amàlia (1666-1736), casada amb Albert Wolfgang de Hohenlohe-Langenburg (1659-1715).
- Gustau Adolf (1667-1683)
- Sofia Elionor (1669-1742)
- Sofia Dorotea (1670-1748)
- Felip Guillem, nascut i mort el 1671.

## Carrera militar i govern
Durant la Guerra dels Trenta Anys (1618-1648), la família va fugir a Metz, on el 1640 va morir el seu pare. El 1643 la seva mare va tornar a Saarbrücken amb els nens. Des de 1645 a 1649 va estudiar a Basilea.
Fins al 1659, la seva mare va exercir la regència en nom seu. Però el 1660, Gustau Adolf i els seus germans Joan Lluís i  Walras prenen les regnes del comtat i divideixen el territori en els comtats de Saarbrücken i Saarwerden.
La seva carrera militar es va desenvolupar en diversos fronts: va lluitar en el bàndol francès contra Espanya; el 1658 contra Dinamarca, al servei del rei de Suècia  Carles Gustau X; i més tard, va servir a l'exèrcit imperial, possiblement fins a 1659.
Gustau Adolf, com a governant, es va dedicar a la reconstrucció del país devastat per la guerra, va propiciar la tornada dels refugiats i va reclutar colons per a l'agricultura i treballadors qualificats per a la indústria del vidre a Klarenthal, nom d'un districte de Saarbrücken que fa referència a la seva dona Elionore Clara.
Es va mostrar sempre hostil al rei Lluís XIV de França, negant-se a prestar el jurament de lleialtat requerit pel rei, fins i tot quan va ser capturat pels francesos el 1673 i portat a Metz. I no se li va permetre tornar al seu país fins un any després.
El 1676 es va inscriure a l'exèrcit imperial i a l'any següent va participar en la batalla de Phillipsburg a l'Alsàcia. Va morir a causa de les ferides que va patir en combat a la muntanya de Kochersberg, al nord-oest d'Estrasburg.